# Cogumelo

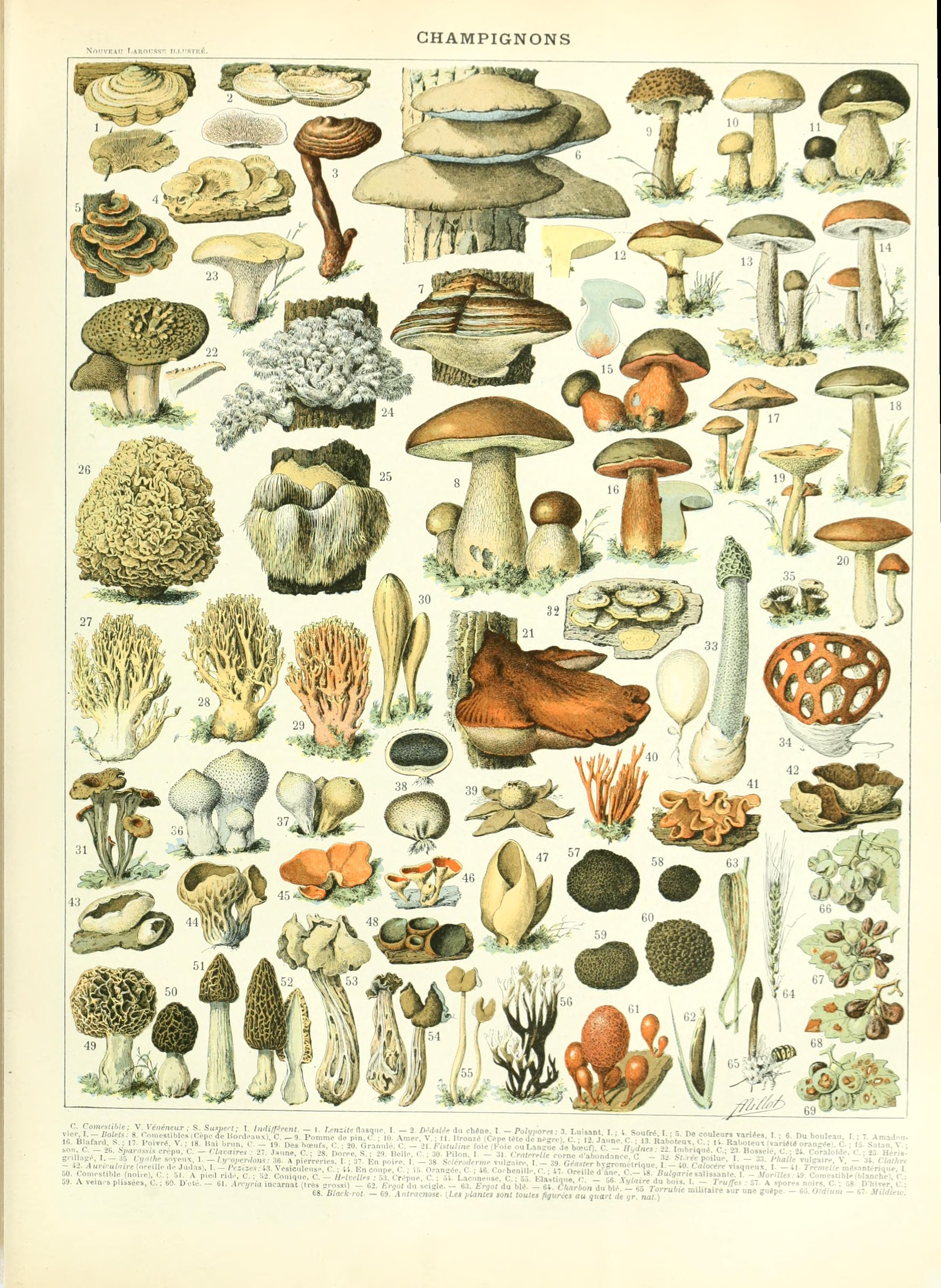
Ilustração da Larousse "champignon" por Adolphe Millot

Cogumelo é o nome comum dado ao basidioma ou ascoma, estrutura de reprodução sexuada de alguns fungos dos filos Basidiomycota e Ascomycota, pertencentes ao Reino Fungi. Sua reprodução sexuada se faz pela junção de hifas. São seres vivos que contêm uma ampla variedade de formas, cores e tamanhos.

## Digestão
A maioria dos integrantes do reino Fungi, assim como as bactérias, obtém alimento decompondo a matéria orgânica do corpo de organismos mortos, atuando como saprófagos, conhecidos popularmente como decompositores. Todos os fungos, sem exceção, são heterótrofos por absorção. A nutrição ocorre por quebra de enzimas complexas do fungo, para ajudar na absorção de nutrientes necessários para sua atividade metabólica. Eles obtêm alimento de outros seres vivos, com os quais se associam. Assim, os fungos podem ser decompositores, parasitas ou mutualísticos. No caso do cogumelo, ele é decompositor, pois geralmente decompõe árvores e troncos.

## Importância comercial, medicinal e religiosa

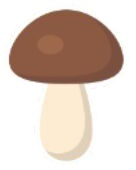
Ilustração de um cogumelo

Muitos cogumelos são comestíveis, alguns, como Agaricus sylvaticus, o Agaricus blazei e Pleurotus, entre outros, são largamente cultivados com aplicação de cuidados monitorados. Outros, no entanto, são extremamente tóxicos, como por exemplo o Amanita Phalloides, produtor de amatoxinas que, se ingeridas, causam danos irreversíveis ao fígado e rins e podem levar à morte mesmo em pequenas quantidades.
Há ainda certos cogumelos com propriedades medicinais a exemplo do Penicillium do qual se conheceu o antibiótico penicilina (Descoberto por Alexander Fleming, foi primeiro antibiótico já inventado), também existe a ciclosporina e a ergotamina. Além disso, outros possuem propriedades psicoativas tais como alguns enteógenos utilizados tradicionalmente por diversos povos ao redor do mundo. O mais famoso destes cogumelos alucinógenos é o Psilocybe cubensis, no entanto outras espécies de Psilocybe e mais raramente em outros gêneros, como Campanella, têm as mesmas propriedades, devido à presença de psilocina e psilocibina. Psilocybe é muito utilizado em rituais no sul do México. Outra espécie utilizada em rituais, desta vez na Sibéria é o Amanita muscaria. Os Vikings faziam também vinho destes cogumelos no Medievo.

## Uso humano

### Medicina tradicional
Alguns cogumelos são usados na medicina tradicional. Em alguns países, extratos, como polissacarídeo-K, esquizofilano, peptídeo polissacarídeo ou lentinano, são terapias adjuvantes contra o câncer registradas pelo governo, mas evidências clínicas de eficácia e segurança desses extratos em humanos não foi confirmado.

## Galeria de fotos

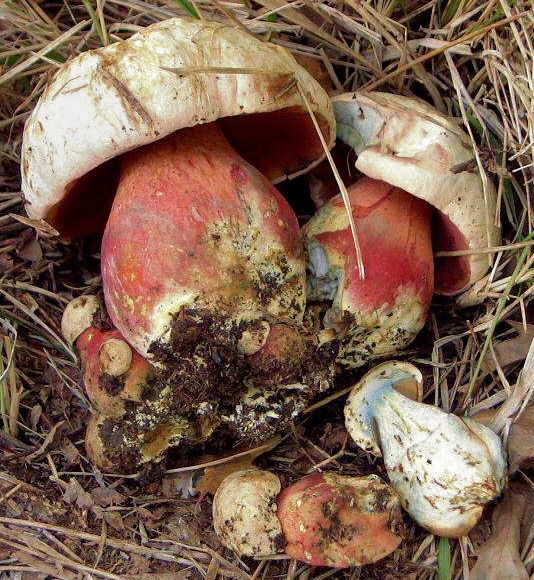
O tóxico Boletus satanas
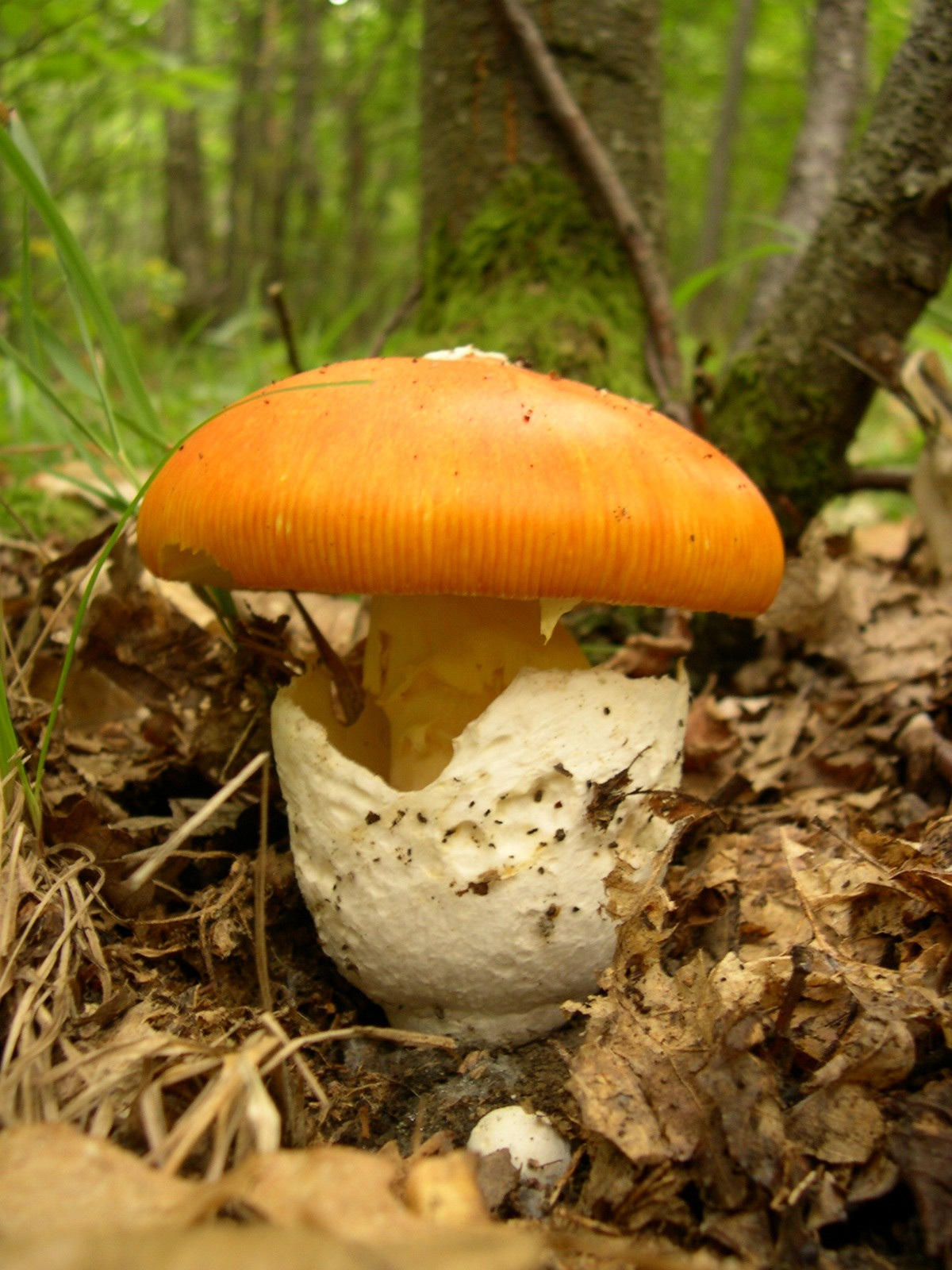
Amanita caesarea
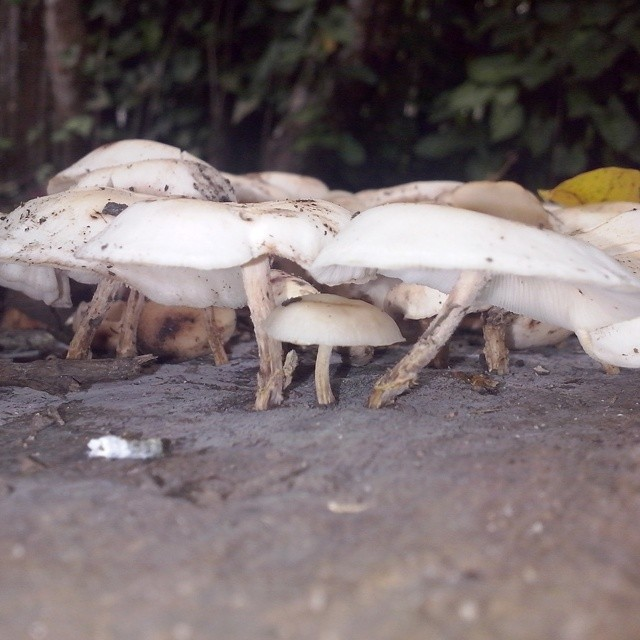
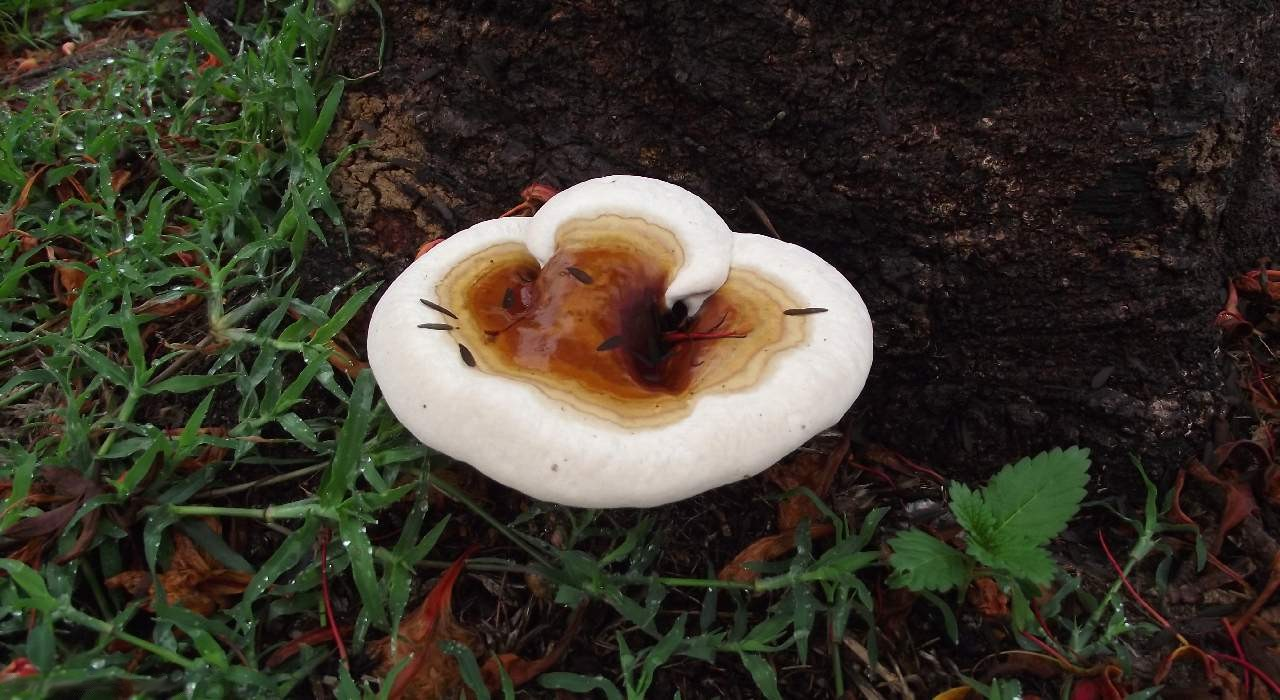
Espécie não identificada de Alto Alegre do Pindaré, Maranhão
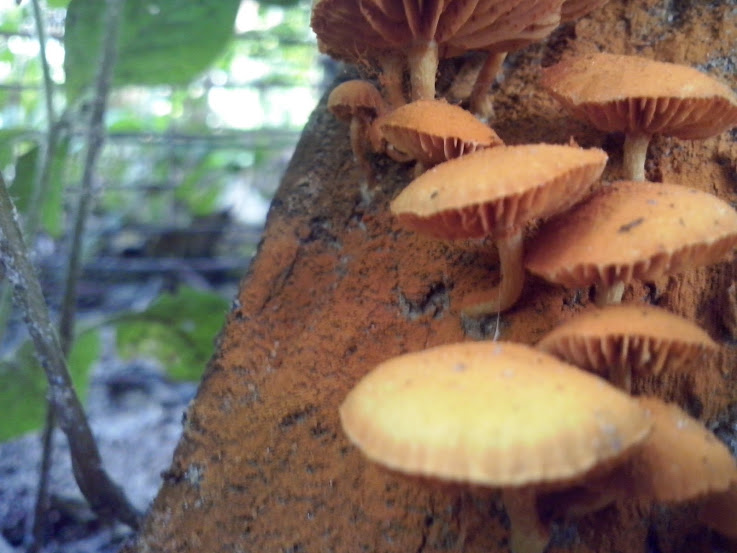
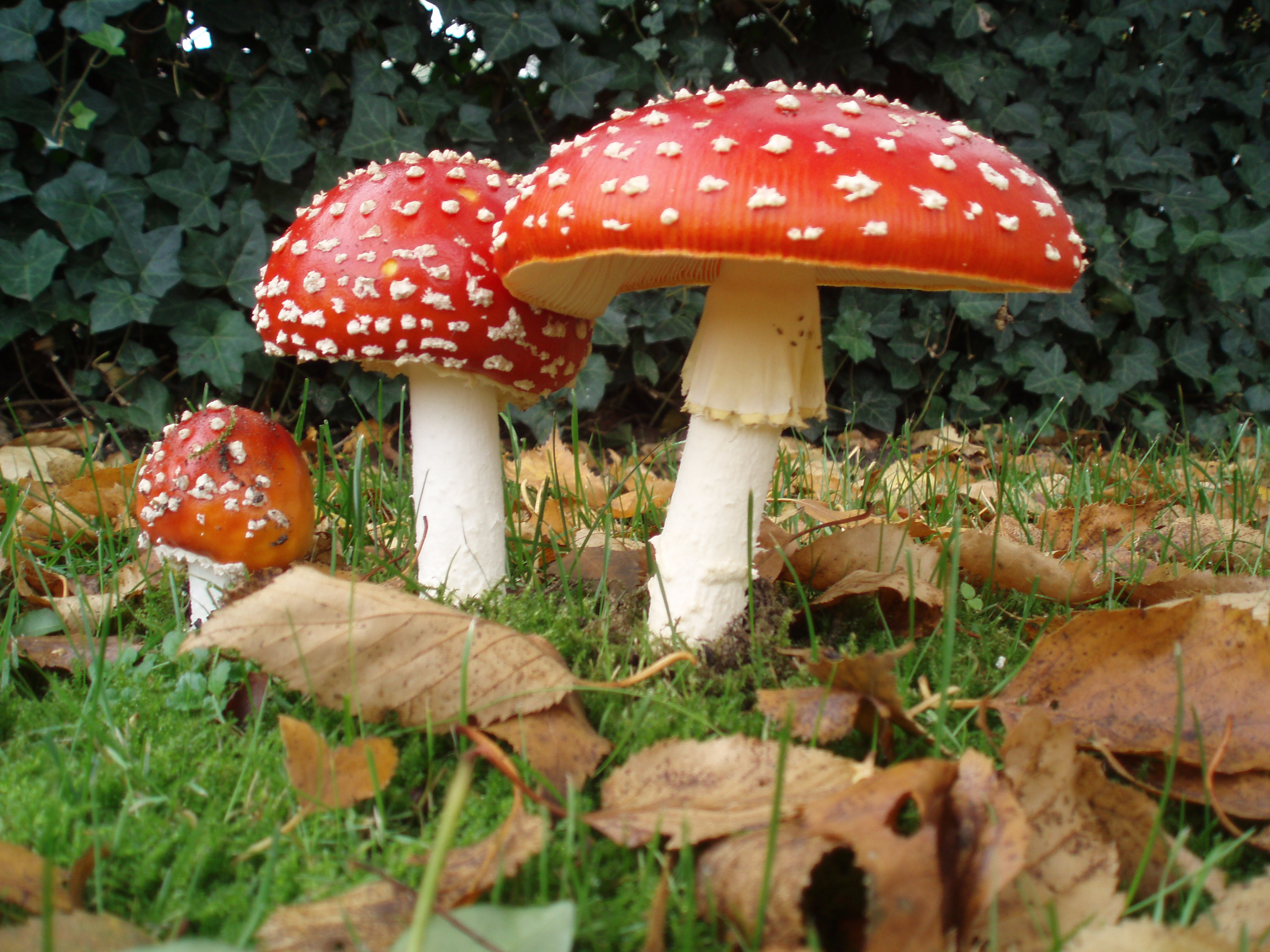
Amanita muscaria
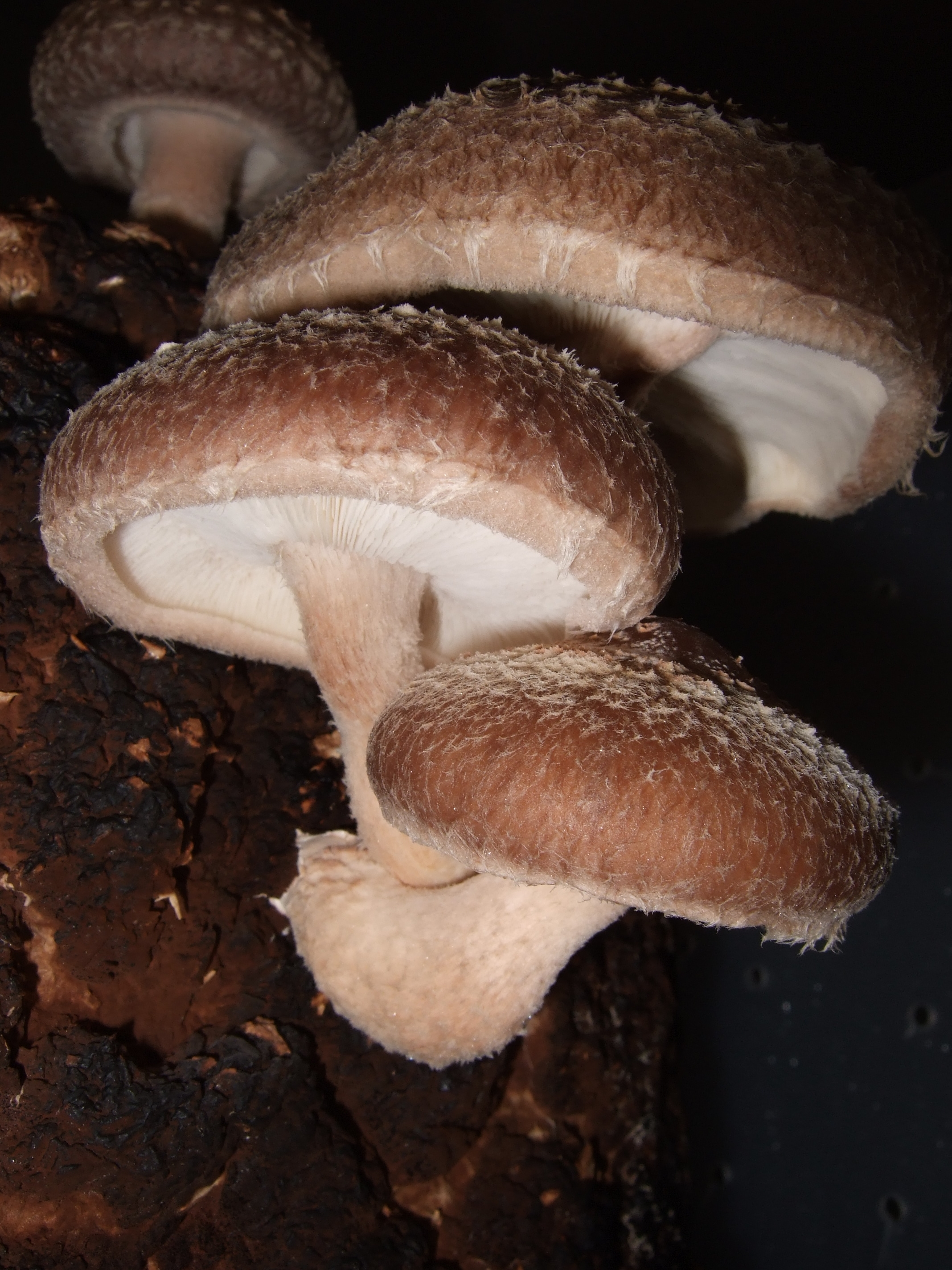
Shiitake (Lentinula edodes)
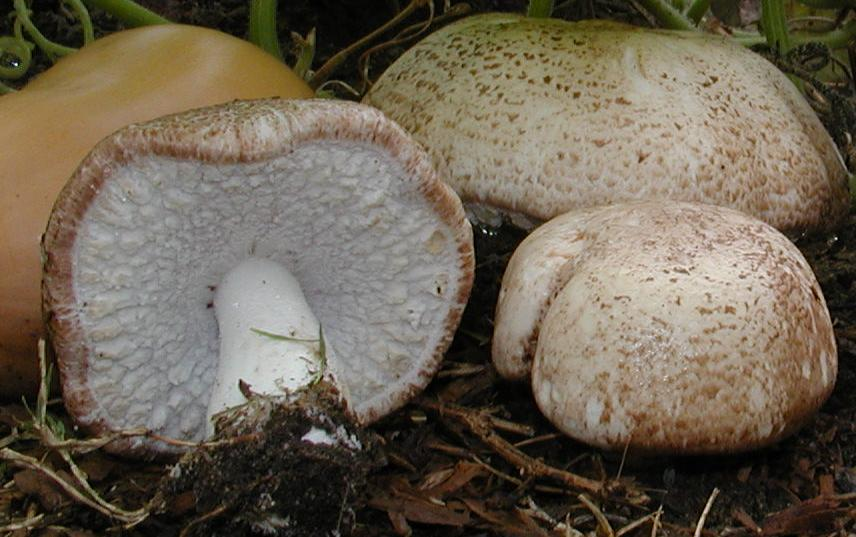
Cogumelo do sol (Agaricus subrufescens)
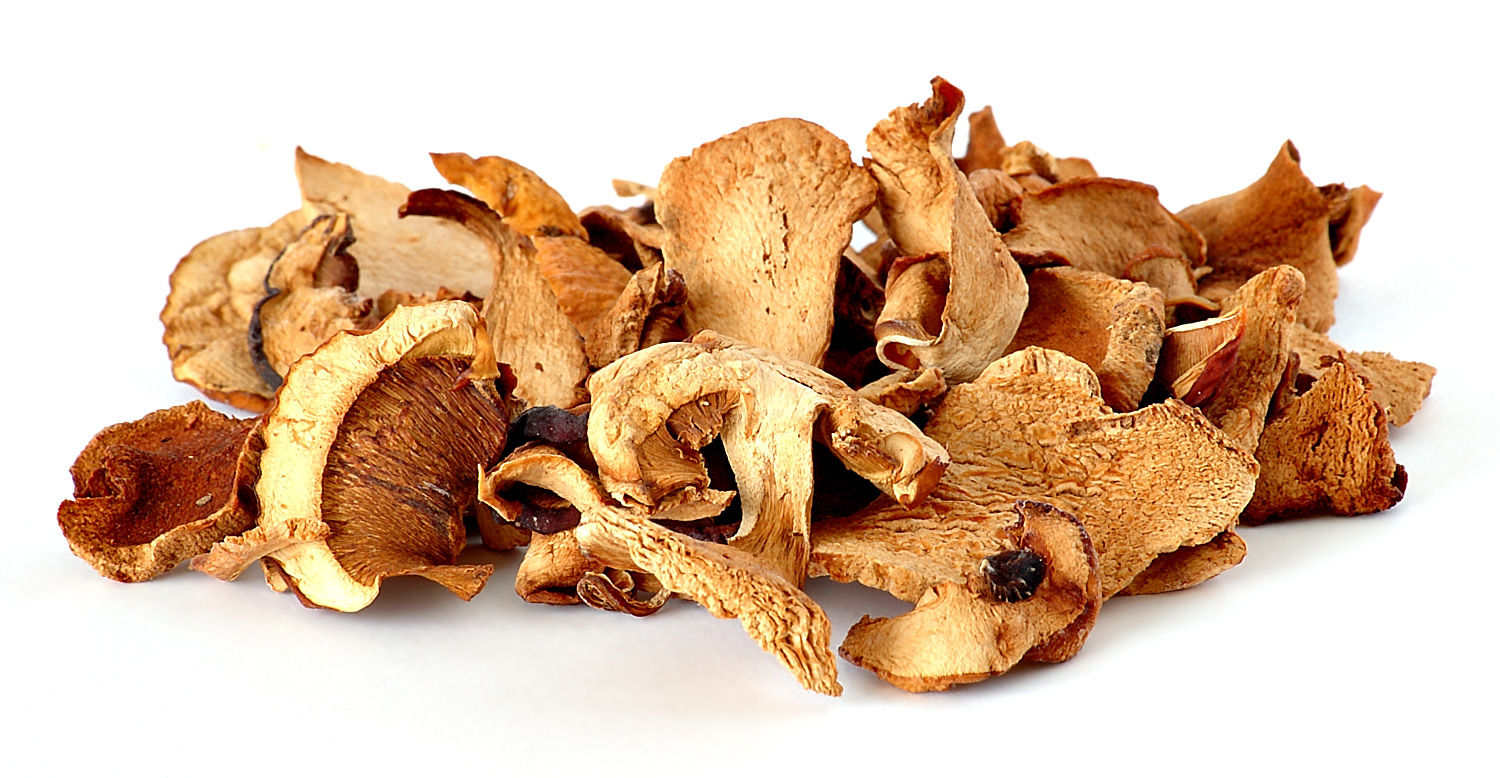
Cogumelos secos para culinária
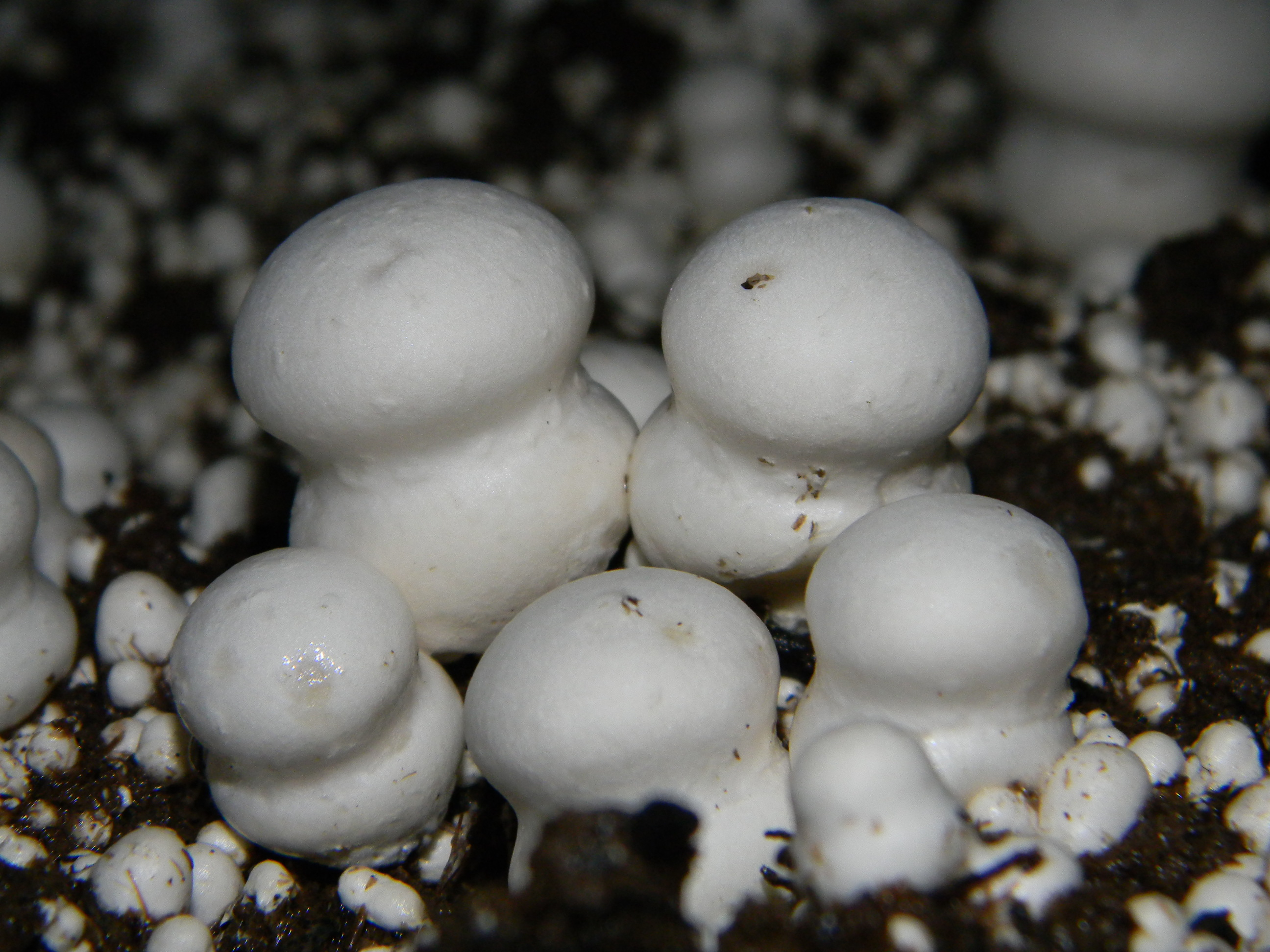
Champignon (Agaricus bisporus)